# منرئال دل کامپو
منرئال دل کامپو (به اسپانیایی: Monreal del Campo) یک شهرستان در اسپانیا است که در استان تروئل واقع شده‌است.

## خصوصیات
منرئال دل کامپو ۸۹ کیلومترمربع مساحت و ۲٬۳۹۱ نفر جمعیت دارد.